# Becquer (Adelsgeschlecht)

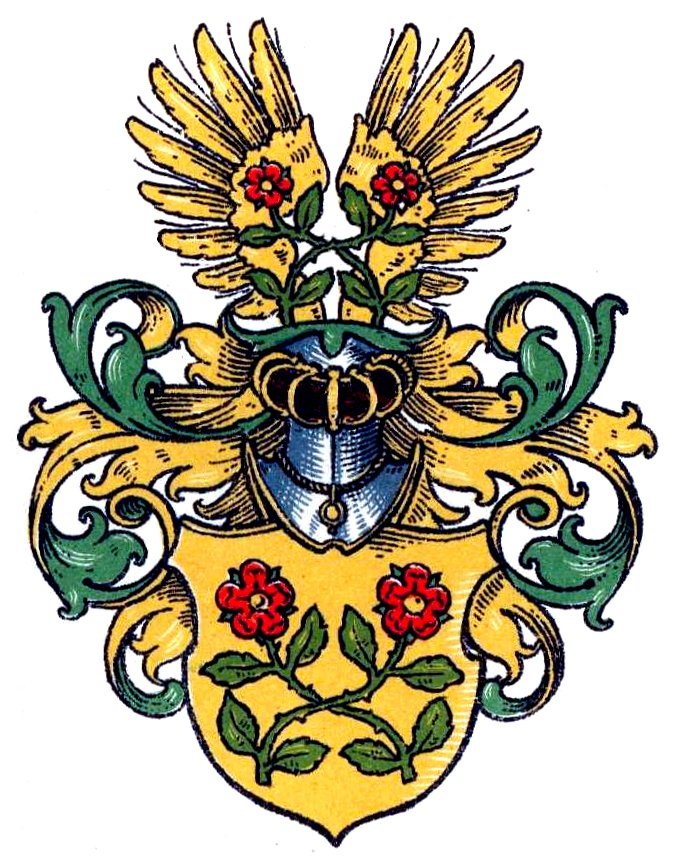
Wappen derer von Becquer

Die Herren von Becquer (auch: Bequer; ursprünglich: Becker) waren ein westfälisches Adelsgeschlecht.

## Geschichte
Das erste bekannte Familienmitglied war Heinrich Becker, Sohn eines Münsterischen Edelmanns. Heinrich nannte sich auch „von der Asse“. Mitte des 16. Jahrhunderts verließ er Münster aufgrund von Streitigkeiten mit dem Bischof von Münster und nahm den Namen „Becker“ an. Seine neue Heimat fand er in der Grafschaft Hoya, wo er Leibmedicus des Grafen von Hoya und Schaumburg war. Heinrichs Ehefrau war Anna Vogeler, eine Tochter des Kaufmanns Wedekind Vogeler.
Heinrichs Sohn Johann Becker war Kanzler in Diensten der Mindener Bischöfe Heinrich Julius (Bischof 1582–1585), Anton (Bischof 1587–1599) und Christian (Bischof 1599–1625). Johann verstarb 1601. Er hinterließ aus seiner Ehe mit Adelheid Wentrupe, Tochter der Mindener Eheleute Syndikus Johann Wentrup und Anna Scheffel, zwei Kinder: Anna Becker, die Daniel von Campen auf Kirchberg heiratete, und Johann (* 1581 in Minden, † 1632).
Letzterer Johann heiratete Gertrud Mineschen, Tochter der Mindener Patrizier Heinrich Mineschen und Gertrud Einhaus aus Brilon, und wurde Geheimer Rat in holstein-lauenburgischen Diensten. Das Ehepaar hatten einen Sohn namens Johann Daniel (* 1620, † 1677).
Johann Daniel wurde Drost zu Reineberg bei Lübbecke und erhielt 1666 von Kaiser Leopold I. die Erhebung in den Reichsadelsstand mit Abänderung des Namens in „von Becquer“. Aus Johann Daniels Ehe mit Anna Justine von Donop aus dem Haus Wöbbel, Tochter der Eheleute Levin von Donop und Margarethe von Oberg, entstand Johann Caspar von Becquer (* 1641, † 1715 zu Eystrup).
Johann Caspar war 1674 Kammerjunker, 1677 Hofmeister in Diensten des Herzogs von Holstein. Seine Frau war Anna Hedwig geb. von Freitag, Tochter der Eheleute Johann Wilhelm von Freitag und Johanna von Diepenbroick. Die Eheleute hatten drei Kinder: Johann Christian (* 1688 zu Eystrup, † 1725), Johann Christoph (* 1693) und Dorothea Hedwig (* 1698).
Johann Christoph von Becquer war hessisch-kasselscher Leutnant im Landregiment zu Petershagen. Er fiel im Siebenjährigen Krieg bei Bergen. 1715 hatte er Anna Catharine Elisabeth von Unger, Tochter des hessisch-kasselschen Oberstleutnants von Unger und der Catharina Elisabeth Rauscher, geheiratet und mit ihr drei Kinder: Hedwig Elisabeth (* 1716 zu Eystrup), Luzie Lewinette (* 1718 zu Eystrup, † 1776 zu Sipperhausen), Frau des Anton Otto von Bardeleben zu Kattenbruch in Rolfshagen (Auetal), und Johann Christoph (* 1722 zu Petershagen, † als Kind).
Johann Christian von Becquer setzte den Stamm des Geschlechts fort. Er heiratete Ilse Sophie von Bothmer aus dem Haus Vesbeck (* 1697, † 1780), Tochter von Bernhard von Bothmer und Clara Elisabeth von Mandelsloh. Die Eheleute hatten einen Sohn namens Johann Albrecht von Becquer (* 1718 zu Sankt Goar am Rhein, † 1792 zu Hoya). Letzterer war Landrat und ab 1749 mit Maria Hedwig Christiane von Honstedt (* 1729 zu Eilte, † 1793 zu Eystrup), Tochter von Georg Wilhelm von Honstedt-Eilte und Eleonore von Hedemann-Frankenfeld, verheiratet. Die Eheleute hatten vier Kinder:
- Dorothea Juliane von Becquer (* 1756 zu Eystrup, † 1812 zu Holzhausen), Ehefrau des Albrecht Carl von Bardeleben-Kattenbruch (1801 †)
- Sophie Christiane von Becquer (* 1760 zu Eystrup), ab 1784 Ehefrau des Königlich-Preußischen Major von Schanowsky
- Charlotte Auguste von Becquer (* 1762 zu Eystrup, † 1832 zu Bückeburg), unverheiratet
- Christian Carl von Becquer (* 1764 zu Eystrup, † 1793 Burg Rehburg), Drost zu Burg Rehburg, Letzter im Mannesstamm. Aus Christian Carls 1792 geschlossener Ehe mit Johanna Caroline von Bessel, Tochter des Königlich-preußischen Präsidenten Geheimer Rat von Bessel in Lingen, entsprang eine Tochter namens Christiane Auguste Wilhelmine von Becquer (* 1793 zu Eystrup), die später den Oldenburgischen Hauptmann von Schüttorf zu Löningen heiratete.

Die Familie von Becquer besaß Eystrup in der Grafschaft Hoya, das Johann Caspar 1687 von den Familien von Fullen und Prettlack gekauft hatte, und im Fürstentum Minden die Burg Friedewalde, dessen städtischer Teil, der später Alteburg genannt wurde, kam 1687 durch Kauf an die Familie, sowie einen Burgmannshof zu Petershagen (1777).

## Wappen
In Gold zwei ins Andreaskreuz geschlungene Rosenzweige mit je zwei grünen Blättern und einer roten Rose. Auf dem Helm wiederholen sich die Zweige vor einem goldenen offenen Flug. Die Helmdecken sind grün-gold.